# Bakharia
Bakharia is een geslacht van wantsen uit de familie van de Corixidae (Duikerwantsen). Het geslacht werd voor het eerst wetenschappelijk beschreven door Popov in 1988.

## Soorten
Het genus is monotypisch en bevat alleen de volgende soort:

- Bakharia gibbera Popov, 1988